# Gabriel & Dresden
Gabriel & Dresden ist der Projektname der beiden DJs und Produzenten Josh Gabriel und Dave Dresden aus San Francisco, die vor allem in den USA bekannt und aktiv sind.

## Werdegang
Sie schlossen sich 2001 zusammen und haben sich seitdem unter anderem durch zahlreiche Remixe einen Namen gemacht. Neben Dance-Titeln wie Tiëstos In My Memory oder Above & Beyonds No One On Earth remixten sie auch viele Pop-Titel, unter anderem von Dido (Don't Leave Home), Jewel (Intuition, Serve The Ego), Dave Gahan (I Need You), Sarah McLachlan (Fallen), New Order (Someone Like You) und Britney Spears/Madonna (Me Against The Music).
In ihren DJ-Sets spielen Gabriel & Dresden einen Mix aus Progressive Trance und House.
2005 gründeten die beiden das Label Organzied Nature auf dem sie vor allem ihre eigene Musik veröffentlichen.
2002 erschien Gabriel & Dresdens erste Single Lament bei Saw Recordings in den USA. 2004 haben sie ihre erste Mix-CD Bloom veröffentlicht. Anfang 2005 wurde die Single Arcadia veröffentlicht. Am Ende desselben Jahres kam der zusammen mit Markus Schulz und Departure produzierte Track Without Your Near bei Coldharbour Recordings auf den Markt. Ebenfalls 2005 produzierten Gabriel & Dresden zusammen mit Armin van Buuren den Track Zocalo, welcher auf Armin van Buurens Album Shivers erschienen ist.
Im Sommer 2006 veröffentlichte das Duo ihr erstes Studio-Album mit dem Titel Gabriel & Dresden. Im selben Jahr erschienen auch Tracking Treasure Down und Dangerous Power. Am 26. Oktober 2007 erschien die Compilation Toolroom Knights Vol. 2 welche von Gabriel & Dresden gemixt wurde.
Im Jahr 2008 trennten sich Dresden und Gabriel. Dies erfolgte, da das Duo sich in unterschiedliche Richtungen weiterentwickeln wollte. Bei einem Festival in Hollywood am 1. Januar 2011 traten Dave Dresden und Josh Gabriel wieder zusammen auf. Im April 2011 wurde das Projekt reaktiviert.
Am 20. Februar 2012 erschien der Track No Reservations auf dem Label Organized Nature. Diesen Track produzierten Gabriel & Dresden zusammen mit dem Dubstep-Duo Secret Panda Society.
Daraufhin folgten die Tracks Arcadia (2012), Play It Back (2012) und Shatter (2013).
2016 starteten Josh und Dave ein Kickstarter-Projekt, um ein neues Album zu ermöglichen. Währenddessen begannen sie erneut, gemeinsam auf Events aufzulegen. Im Dezember 2017 erschien schließlich das neue Album The Only Road unter dem Label Anjunabeats.

## Motorcycle
Motorcycle ist ein Projekt von Gabriel & Dresden zusammen mit der Sängerin Jes Brieden. Unter diesem Namen veröffentlichten sie Mitte 2003 die Single As The Rush Comes auf Positiva. Die Single war in mehreren Ländern kommerziell erfolgreich; in den britischen Charts erreichte sie Platz 11. Außerdem wurde sie 2004 bei den International Dance Music Awards an der Winter Music Conference in der Kategorie Bester Progressive/Trance-Track Im Jahr ausgezeichnet. Im gleichen Jahr veröffentlichten sie zwei weitere Singles mit den Namen Deep, Breath, Love und Imagination. Diese konnten jedoch nicht an den Erfolg von As the rush comes anknüpfen.